# Chiesa di San Biagio (Tubre)
La chiesa di San Biagio (in tedesco Kirche St. Blasius) è la parrocchiale a Tubre (Taufers im Münstertal) in Alto Adige. Appartiene al decanato di Malles della diocesi di Bolzano-Bressanone e risale al XVI secolo.

## Descrizione
L'edificio sacro è un monumento sottoposto a tutela col numero 17482 della provincia autonoma di Bolzano.